# Jessica Fridrich
Jessica Fridrich é uma professora da Universidade de Binghamton, especializada em esconder dados de aplicativos em imagens digitais. Ela também é conhecida por documentar e popularizar o método CFOP (às vezes chamado de "método Fridrich"), um dos métodos mais comumente usados para acelerar o Cubo de Rubik, também conhecido como speedcubing. Ela é considerada uma das pioneiras do speedcubing, junto com Lars Petrus. Quase todos os speedcubers mais rápidos basearam seus métodos em Fridrich's, geralmente referidos como CFOP (Cross, First 2 Layers, Orient Last Layer, Permute Last Layer).
O método descreve a solução do cubo em um modo de camada por camada. Primeiro, a chamada "cruz" é feita na primeira camada, consistindo na peça central e nas quatro bordas. Os cantos da primeira camada e as bordas da segunda camada são colocadas em suas posições corretas simultaneamente (quatro pares). A última camada é resolvida primeiro orientando e depois permutando a última camada do cubo usando alguns conjuntos de algoritmos.

## Vida profissional
Jessica Fridrich atua como professora no Departamento de Engenharia Elétrica e Computação, na Universidade  de Binghamton e é especializada em watermarking digital e forense. Tornou-se mestra em matemática aplicada pela Universidade Técnica checa em Praga, em 1987, e doutora em sistemas de ciência, na universidade em que trabalha atualmente, em 1995.